# 杜稟
杜稟（？—194年），東漢末期中郎將，後和馬宇、劉焉子治书御史劉誕、前涼州刺史種劭聯合馬騰與李傕交戰，卻不幸失敗，不久被樊稠處死。

## 生平
杜稟為東漢獻帝時中郎將，興平元年(西元194年)，因馬騰私下求助李傕卻未得回應而發怒，起兵聯合劉焉、種劭、馬宇等反抗李傕。又因其與討虜校尉賈詡不睦，於是脅迫扶風官員及百姓為馬騰守槐里。不久馬騰與劉焉先後被李傕擊敗，李傕又派姪李利、部將樊稠進軍槐里，大破馬宇、杜稟等並殺之。

## 同僚
馬宇，官至侍中，和杜稟一起起兵，战死。